# Palis
Palis ist eine Ortschaft und eine ehemalige französische Gemeinde mit 685 Einwohnern (Stand 1. Januar 2022) im Département Aube in der Region Grand Est.
Sie wurde mit Wirkung vom 1. Januar 2016 mit den früheren Gemeinden Aix-en-Othe und Villemaur-sur-Vanne zu einer Commune nouvelle mit der Bezeichnung Aix-Villemaur-Pâlis zusammengelegt und hat in der neuen Gemeinde den Status einer Commune déléguée inne. 

## Lage
Nachbarorte sind Villadin im Nordwesten, Mesnil-Saint-Loup im Nordosten, Villemaur-sur-Vanne im Südosten und Planty im Südwesten.

## Bevölkerungsentwicklung
| Jahr      | 1962 | 1968 | 1975 | 1982 | 1990 | 1999 | 2006 | 2013 |
| --------- | ---- | ---- | ---- | ---- | ---- | ---- | ---- | ---- |
| Einwohner | 654  | 602  | 548  | 511  | 486  | 555  | 602  | 619  |